# 旭労災病院
独立行政法人労働者健康安全機構 旭労災病院（どくりつぎょうせいほうじんろうどうしゃけんこうあんぜんきこう あさひろうさいびょういん）は、愛知県尾張旭市にある独立行政法人労働者健康安全機構が運営する病院である。建て替え後は「旭ろうさい病院」の表記も看板などで見られる。

## 沿革
（この節の出典）
- 1960年（昭和35年）6月27日 - 塵肺患者専用の医療機関として開設。
- 1962年（昭和37年）9月1日 - 旭労災病院となる。
- 1985年（昭和60年） - 総合病院となる。
- 2020年（令和2年） - 地域医療支援病院に承認。
- 2020年（令和2年）6月 - 全面増改築しグランドオープン。

## 診療科目
（この節の出典）
- 内科
- 糖尿病・内分泌内科
- 腎臓内科
- 神経内科
- 呼吸器内科
- 循環器内科
- 消化器内科
- 精神科
- 小児科
- 外科
- 整形外科
- 脳神経外科
- 皮膚科
- 泌尿器科
- 婦人科
- 眼科
- 耳鼻咽喉科
- リハビリテーション科
- 放射線科
- 麻酔科
- 病理診断科

## 医療機関の指定・認定
（下表の出典）
| 保険医療機関                                   |
| 労災保険指定医療機関                           |
| 指定自立支援医療機関（更生医療）               |
| 身体障害者福祉法指定医の配置されている医療機関 |
| 生活保護法指定医療機関                         |
| 結核指定医療機関                               |
| 指定小児慢性特定疾病医療機関                   |
| 原子爆弾被害者一般疾病医療取扱医療機関         |
| 公害医療機関                                   |
| 母体保護法指定医の配置されている医療機関       |
| 地域医療支援病院                               |
| 臨床研修病院                                   |
| 特定疾患治療研究事業委託医療機関               |
| DPC対象病院                                    |

- 救急告示病院（二次救急）[4]
- 第二種感染症指定医療機関[5]
- 公益財団法人日本医療機能評価機構認定病院[6]
- このほか、各種法令による指定・認定病院であるとともに、各学会の認定施設でもある。

## 交通アクセス
- 名鉄瀬戸線「旭前駅」からタクシーで約5分。旭前駅から徒歩で20分程度。
- 名鉄瀬戸線「印場駅」からタクシーで約7分。または名古屋市営バス（志段味巡回系統）に乗り換え「旭労災病院」バス停で下車。印場駅から徒歩で25分程度。2020年10月1日より、病院のロータリーに乗り入れている。
- 名古屋市営バス（名古屋ガイドウェイバス志段味線（ゆとりーとライン））「東尾張病院」バス停から徒歩で約7分。
- 名古屋市営バス（藤丘12号系統）「東尾張病院南」バス停から徒歩で約5分。
- 尾張旭市営バス（あさぴー号）「旭労災病院」または「労災病院口」バス停で下車。
- 病院と名鉄瀬戸線「印場駅」・名古屋市営地下鉄東山線「藤が丘駅」方面とを結ぶ無料送迎バスも運行されている。あさぴー号、名古屋市営バス、無料送迎バスは全て同じ停留所を発着する。